# イウプト2世
イウプト2世（Iuput II、在位：紀元前754 ‐ 715年頃）は古代エジプト第三中間期のファラオ。しばしば第23王朝最後のファラオに数えられる。即位名はウセルマアトラー。

## 概要
下エジプト東部のレオントポリスの周辺地域を統治したと見られている。当時のエジプトにはイウプト2世の他にもブバスティスのオソルコン4世(第22王朝)やサイスのテフナクト1世(第24王朝)など、多数の中小規模の王国が割拠しており、混沌とした時代だった。
ヌビアの王で上エジプト地域を掌握するピアンキが下エジプトに侵攻した際、諸国はテフナクトを盟主に連合を形成し、イウプト2世もその傘下に加わってヌビアに抵抗した。
いくつかの戦闘の後に連合が敗れると、ピアンキは降伏した諸侯が継続して自らの領地を治める事を許可し、イウプト2世も所領を安堵された。ピアンキの全土平定を称える『勝利の石碑』には降伏させた諸王の一人としてイウプト2世の名前が記されている。
多くの研究者はこの勝利の石碑を元にイウプト2世を第23王朝の王とみなし、彼が本拠を置いたレオントポリスがその都であったと主張している。しかし、この石碑は王がデルタ地域の一部を領有していた事を端的に示しているに過ぎず、必ずしもその本拠地がレオントポリスにあったとは限らないとする説も存在する。
またイウプト2世と第23王朝の他の王たちとの関係を示す他の史料も発見されていないため、同じ王朝に含めること自体を疑問視する研究者もいる。

### 史料
治世21年目の日付を記した石碑がメンデスから出土しており、他にもウセルマアトラー・セテプエンアメンの像の土台や、テル＝エル・ヤフディエ出土の銘板、および青銅製のドアヒンジ等がある。
ブルックリン美術館所蔵の銘板は、王の姿を第3中間期の美術様式とは大きく異なるスタイルで描いており、足が短く筋肉質なその姿はむしろ古王国時代の様式に近似している。
この銘板の発見により、従来第25王朝時代のヌビアから広まったと考えられてきた末期王朝時代の復古的な文化が、実際にはより早い時期にデルタ地域から始まったもので、クシュ地域の出土品は単に既存の流行を採用したものだと明らかになった。